# Tiltakozások a magyarországi internetadó ellen
A tiltakozások a magyarországi internetadó ellen 2014 októberétől zajlottak Magyarországon illetve többek között, Csehországban és Lengyelországban. A megmozdulások célja az volt, hogy elérjék: a magyar kormány vonja vissza az internetadó bevezetésére tett javaslatait. A Magyarországon bevezetendő új adónem iránti tiltakozáshoz több külföldi városban csatlakoztak az ott élő magyar állampolgárok.

## Okok
A harmadik Orbán-kormány nemzetgazdasági minisztere, Varga Mihály 2014. október 21-én bejelentette, hogy a kormány minden megkezdett gigabyte-nyi elektronikus adatforgalom után 150 forint mértékű adó kivetését indítványozta 2015-től. A bejelentés azonnali tiltakozási hullámot váltott ki mind a szolgáltatók, mind pedig az felhasználók részéről. A Facebookon létrejött Százezren az internetadó ellen közösség oldalt október 22-én a déli órákig közel 90 ezren lájkolták, ezzel is nemtetszésüket kifejezve a tervezett adónem ellen.

## Október 26-i tüntetés

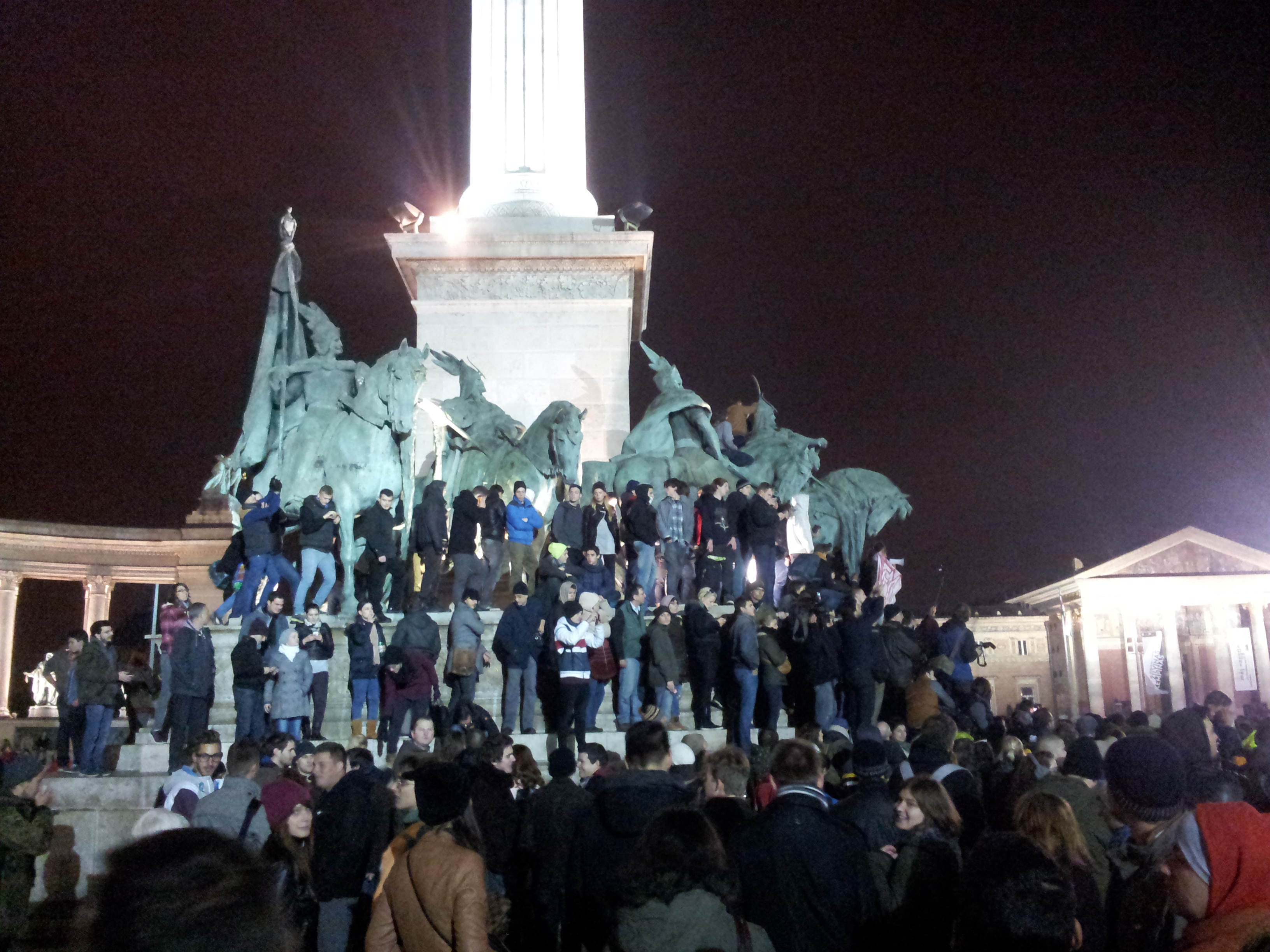
Az internetadó elleni október 26-i tüntetés vége a Hősök terén

2014. október 26-ra Gulyás Balázs aktivista, korábbi MSZP-s politikus az új adó ellen Budapesten tüntetést szervezett, és arra kérte a résztvevőket, hozzanak magukkal régi, rossz számítástechnikai eszközöket, amelyekből majd egy szimbolikus falat építenek a Fidesz-székház elé.
A tüntetés kezdetére, a József Nádor térre az Index szerint körülbelül 10 ezer, az Origo és a NOL szerint több ezer ember érkezett. Elhangzott egy 2008-as felvételről az akkor ellenzéki Fidesz tiltakozása az internetadó bevezetése ellen, majd kormányellenes beszéd következett. („A miniszterelnökünk egy digitális analfabéta”)
A főszervező 48 órás ultimátumot fogalmazott meg a kormány felé a javaslat visszavonására, majd a menet közben tízezresre duzzadt tömeg átvonult a Hősök terére. A tervezett záró eseményt – Fidesz-székház elé vonulás és ott a hozott számítástechnikai eszközök lerakása – biztonsági aggályok miatt elhagyták; 19:55-kor a szervezők bejelentették a tüntetés végét. Néhány száz tüntető mégis átvonult a székházhoz, ahol bedöntötték a kerítést és az idáig hozott hardverekkel megdobálták az épületet, amitől leszakadtak a redőnyök és több ablak betört. A tüntetők „Viktátor”, „demokráciát”, „Európa”, „áfacsalók” kiabálás közepette „az alaptörvény érvénytelen” feliratú molinót és Európa-zászlót tartottak fel. A Hír TV munkatársait is inzultálták, Császár Attila riportert sörrel öntötték le, az operatőr kameráját pedig használhatatlanná tették. A rendőrség hat főt előállított, ellenük garázdaság gyanúja miatt eljárás indult. Köztük volt Rózsa Milán, az Együtt-PM egykori aktivistája, akit a rendőrség két nap múlva szabadlábra helyezett, mert nem tudtak bizonyítékot felmutatni arra, hogy részt vett volna a vandalizmusban.

## Október 28-i tüntetés

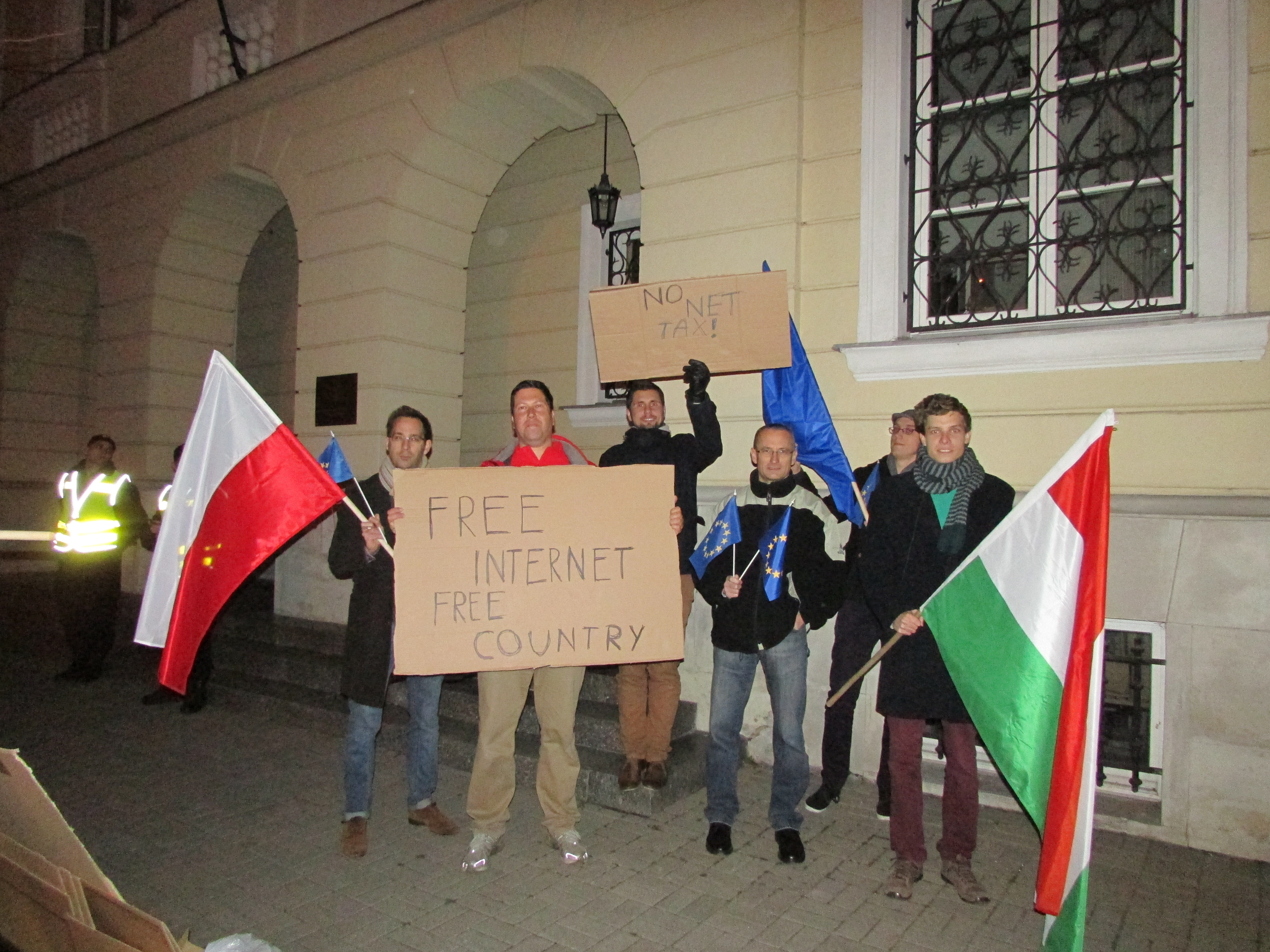
Az első tüntetés Varsóban

Október 28-ára újabb tüntetést szerveztek a budapesti József Nádor térre. Emellett Nyíregyházán, Pécsen, Miskolcon, Kiskunfélegyházán, Vácon, Szegeden, Debrecenben, Békéscsabán, Komlón, és a lengyel fővárosban Varsóban is voltak tüntetések.
Budapesten a József nádor téren kezdődött a tüntetés, itt ismét a javaslat visszavonását követelték. Az index.hu által 30-40 ezer fősre becsült tömeg ezt követően a Deák Ferenc tér–Astoria–Erzsébet híd–Lánchíd utca útvonalon a Clark Ádám téren található „0” kilométerkőhöz vonult, azt kifejezve, hogy 0 forint internetadót kívánnak fizetni. Ezt követően bejelentették, hogy november 17-e előtt is várhatók tüntetések (például az úgynevezett Békemenet az internetadóért! szatirikus tüntetés), és bejelentették a november 17-ei tüntetést is (a parlamenti szavazás napja)

## Október 31-i gyűlés
2014. október 31-én Orbán Viktor miniszterelnök interjút adott a Kossuth Rádió 180 perc című műsorában, melyben bejelentette, hogy az internetadó jelenlegi formájában nem vezethető be, valamint 2015 január közepétől nemzeti konzultációt terveznek indítani a témában. Az interjúban elhangzottak eredményeképpen a Százezren az internetadó ellen facebookos közösség aznap este 18 órára „győzelmi nagygyűlést” szervezett a József nádor térre. A félórás eseményen megtapsolták Orbán Viktor bejelentését, és a szervezők elmondták, hogy továbbra is figyelemmel követik az internetadóval kapcsolatos fejleményeket.

## Tervezett tüntetések
Ugyanakkor a Nem némulunk el csoport november 2-ára, a Kossuth térre szervezett netadóellenes tüntetést, végül úgy döntöttek, hogy nem 2-án, hanem más időpontban tartják meg.

## Nemzetközi visszhang
Az Európai Bizottság versenyügyi biztosa, Neelie Kroes 2014. október 26-án Twitter üzenetében az internetadó bevezetése elleni tiltakozásra szólított fel.